# Libreria Lello

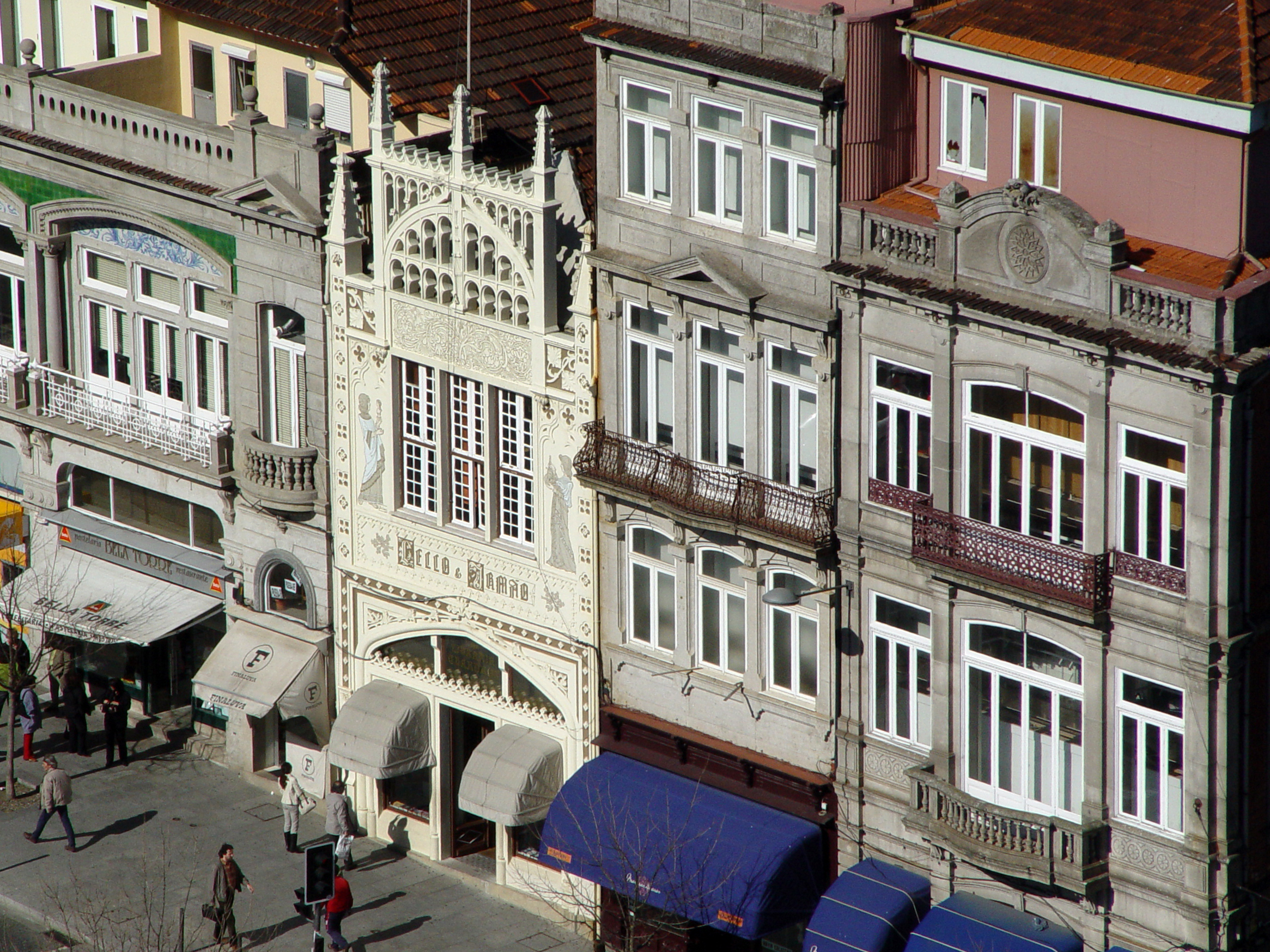
Vista dall'alto della facciata monumentale

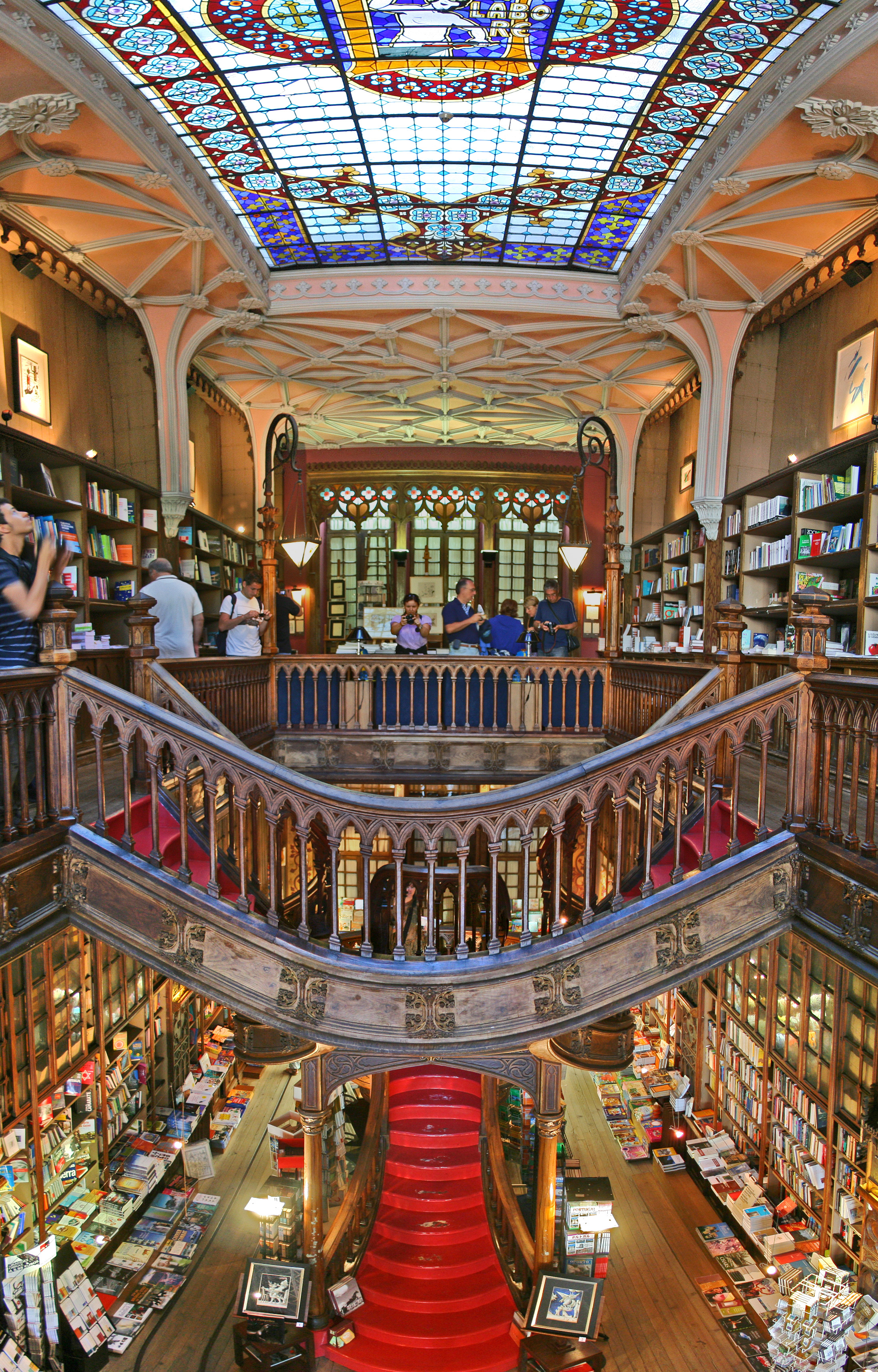
Interni della libreria

La Libreria “Lello” (in portoghese “Livraria Lello”), conosciuta anche con i nomi di Libreria “Lello e Irmão” o Libreria “Chardron”, è un'antica proprietà commerciale di Porto, ed è situata in un edificio del suo centro storico, in Rua das Carmelitas.
Grazie al suo alto valore storico e artistico la libreria Lello è considerata come una delle librerie più belle del mondo ad esempio dallo scrittore spagnolo Enrique Vila-Matas, dal giornale britannico Guardian e dalla casa editrice australiana Lonely Planet (editoria turistica).

## Storia
Tra quelle ancora in attività, è la seconda più antica libreria del Portogallo. La libreria più antica del mondo, non solo del Portogallo, è la sede originaria della Livraria Bertrand, fondata nel 1732 a Lisbona.
La Libreria “Lello e Irmão” fu fondata nel 1869 come Livraria Internacional de Ernesto Chardron in Rua dos Clérigos. Dopo l'improvvisa morte del suo fondatore, a 45 anni di età, fu venduta alla società Lugan & Genelioux Sucessores.. Degli oltre 1 000 visitatori al giorno il 70% sono turisti ed il 50% compra una guida o un libro. Gli autori portoghesi più venduti sono Fernando Pessoa e il premio Nobel José Saramago ma anche la scrittrice inglese J. K. Rowling è stata un'assidua frequentatrice della libreria, dove trovò ispirazione per ambientare il suo Harry Potter.

## Descrizione architettonica
La struttura della libreria fu concepita dall'ingegnere Francisco Xavier Esteves con una commistione contemporanea fra tradizione gotica ed elaborazioni liberty.